# آنا ريتا ماتشادو
آنا ريتا ماتشادو (بالبرتغالية: Ana Rita Machado‏) هي ممثلة برتغالية، ولدت في 17 أغسطس 1991 في لشبونة في البرتغال.

## وصلات خارجية
- آنا ريتا ماتشادو على موقع IMDb (الإنجليزية)